# Hongaarse hockeyploeg (mannen)
De Hongaarse hockeyploeg voor mannen is de nationale ploeg die Hongarije vertegenwoordigt tijdens interlands in het hockey.
Het team kon zich eenmaal voor de Olympische Spelen plaatsen in 1936. Ze namen ook eenmaal deel aan het Europees Kampioenschap.

## Erelijst Hongaarse hockeyploeg
| Jaar | Champions Trophy | Europees kampioenschap | Olympische Spelen  | Wereldkampioenschap | Hockey World League Hockey Pro League |
| ---- | ---------------- | ---------------------- | ------------------ | ------------------- | ------------------------------------- |
| 1908 |                  |                        | geen deelname      |                     |                                       |
| 1920 |                  |                        | geen deelname      |                     |                                       |
| 1928 |                  |                        | geen deelname      |                     |                                       |
| 1932 |                  |                        | geen deelname      |                     |                                       |
| 1936 |                  |                        | 8e OS 1936 Berlijn |                     |                                       |
| 1948 |                  |                        | geen deelname      |                     |                                       |
| 1952 |                  |                        | geen deelname      |                     |                                       |
| 1956 |                  |                        | geen deelname      |                     |                                       |
| 1960 |                  |                        | geen deelname      |                     |                                       |
| 1964 |                  |                        | geen deelname      |                     |                                       |
| 1968 |                  |                        | geen deelname      |                     |                                       |
| 1970 |                  | 17e EK 1970 Brussel    |                    |                     |                                       |
| 1971 |                  |                        |                    | geen deelname       |                                       |
| 1972 |                  |                        | geen deelname      |                     |                                       |
| 1973 |                  |                        |                    | geen deelname       |                                       |
| 1974 |                  | geen deelname          |                    |                     |                                       |
| 1975 |                  |                        |                    | geen deelname       |                                       |
| 1976 |                  |                        | geen deelname      |                     |                                       |
| 1978 | geen deelname    | geen deelname          |                    | geen deelname       |                                       |
| 1980 | geen deelname    |                        | geen deelname      |                     |                                       |
| 1981 | geen deelname    |                        |                    |                     |                                       |
| 1982 | geen deelname    |                        |                    | geen deelname       |                                       |
| 1983 | geen deelname    | geen deelname          |                    |                     |                                       |
| 1984 | geen deelname    |                        | geen deelname      |                     |                                       |
| 1985 | geen deelname    |                        |                    |                     |                                       |
| 1986 | geen deelname    |                        |                    | geen deelname       |                                       |
| 1987 | geen deelname    | geen deelname          |                    |                     |                                       |
| 1988 | geen deelname    |                        | geen deelname      |                     |                                       |
| 1989 | geen deelname    |                        |                    |                     |                                       |
| 1990 | geen deelname    |                        |                    | geen deelname       |                                       |
| 1991 | geen deelname    | geen deelname          |                    |                     |                                       |
| 1992 | geen deelname    |                        | geen deelname      |                     |                                       |
| 1993 | geen deelname    |                        |                    |                     |                                       |
| 1994 | geen deelname    |                        |                    | geen deelname       |                                       |
| 1995 | geen deelname    | geen deelname          |                    |                     |                                       |
| 1996 | geen deelname    |                        | geen deelname      |                     |                                       |
| 1997 | geen deelname    |                        |                    |                     |                                       |
| 1998 | geen deelname    |                        |                    | geen deelname       |                                       |
| 1999 | geen deelname    | geen deelname          |                    |                     |                                       |
| 2000 | geen deelname    |                        | geen deelname      |                     |                                       |
| 2001 | geen deelname    |                        |                    |                     |                                       |
| 2002 | geen deelname    |                        |                    | geen deelname       |                                       |
| 2003 | geen deelname    | geen deelname          |                    |                     |                                       |
| 2004 | geen deelname    |                        | geen deelname      |                     |                                       |
| 2005 | geen deelname    | geen deelname          |                    |                     |                                       |
| 2006 | geen deelname    |                        |                    | geen deelname       |                                       |
| 2007 | geen deelname    | geen deelname          |                    |                     |                                       |
| 2008 | geen deelname    |                        | geen deelname      |                     |                                       |
| 2009 | geen deelname    | geen deelname          |                    |                     |                                       |
| 2010 | geen deelname    |                        |                    | geen deelname       |                                       |
| 2011 | geen deelname    | geen deelname          |                    |                     |                                       |
| 2012 | geen deelname    |                        | geen deelname      |                     |                                       |
| 2013 |                  | geen deelname          |                    |                     | geen deelname                         |
| 2014 | geen deelname    |                        |                    | geen deelname       |                                       |
| 2015 |                  | geen deelname          |                    |                     | geen deelname                         |
| 2016 | geen deelname    |                        | geen deelname      |                     |                                       |
| 2017 |                  | geen deelname          |                    |                     | geen deelname                         |
| 2018 | geen deelname    |                        |                    | geen deelname       |                                       |
| 2019 |                  | geen deelname          |                    |                     | geen deelname                         |
| 2021 |                  | geen deelname          | geen deelname      |                     | geen deelname                         |
| 2022 |                  |                        |                    |                     | geen deelname                         |
| 2023 |                  | geen deelname          |                    | geen deelname       | geen deelname                         |
| 2024 |                  |                        | geen deelname      |                     | geen deelname                         |